# Bavendorf (Thomasburg)
Bavendorf (niederdeutsch Babendörp) ist ein Ortsteil der Gemeinde Thomasburg in Niedersachsen.

## Geographie
Der Ort liegt zwei Kilometer südlich von Thomasburg an der B 216. 500 Meter südlich verläuft die Bahnstrecke Wittenberge–Buchholz. Etwa 500 Meter südwestlich befindet sich das Großsteingrab Bavendorf.

## Geschichte
Für das Jahr 1848 wird angegeben, dass Bavendorf elf Wohngebäude hatte, in denen 91 Einwohner lebten. Am 1. Dezember 1910 hatte Bavendorf im Landkreis Lüneburg 102 Einwohner. Am 1. März 1974 wurde Bavendorf nach Thomasburg eingemeindet.